# Rôm sảy
Rôm sảy, hay rôm, sảy hoặc nổi sảy, là một bệnh da liễu thường gặp khi thời tiết nóng bức.

## Triệu chứng
Nổi nhiều đốm đỏ li ti gây ngứa mạnh ở các vùng ra nhiều mồ hôi như lưng, ngực, trán, cổ...

## Nguyên nhân
Có hai nguyên nhân chínhː
- Thời tiết nắng nóng làm giãn các mao mạch trên da, tạo điều kiện cho các vi khuẩn xâm nhập gây nên hiện tượng viêm da (hay rôm sảy).
- Thời tiết nóng bức thường gây tiết mồ hôi nhiều hơn, nếu không thoát hết sẽ gây ứ đọng trong các ống bài tiết trên da, các ống này bị bụi hay chất cặn bã bịt kín gây nổi các nốt viêm.[1]

## Đối tượng
Bệnh xuất hiện ở mọi đối tượng, tuy nhiên, thường xuất hiện ở trẻ nhỏ do đối tượng này có làn da mỏng và nhạy cảm hơn.

## Chữa trị
Bệnh chữa trị đơn giản bằng cách giữ da sạch thoáng vào các ngày hè. Theo kinh nghiệm dân gian, người ta thường pha nước với mướp đắng, kinh giới, sài đất, chanh...để làm sạch da nhằm nâng cao hiệu quả làm sạch.
Ngoài ra, có các loại phấn thuốc, phấn rôm, thuốc bôi, nhằm duy trì độ sạch của da, cản bụi nhằm phòng ngừa rôm sảy.